# Поверхность Больцы
Поверхность Больцы (кривая Больцы) — компактная риманова поверхность рода 2 с максимальным возможным порядком конформной группы автоморфизмов для этого порядка, а именно, с группой GL2(3) порядка 48. Полная группа автоморфизмов (включая отражения) является полупрямым произведением {\displaystyle GL_{2}(3)\rtimes \mathbb {Z} _{2}} порядка 96. Аффинная модель поверхности Больцы может быть получена как геометрическое место точек, удовлетворяющих уравнению
{\displaystyle y^{2}=x^{5}-x}
в {\displaystyle \mathbb {C} ^{2}}. Поверхность Больцы является гладким расширением аффинной кривой. Из всех гиперболических поверхностей рода 2, поверхность Больцы имеет наивысшую систолу. Как гиперэллиптическая риманова поверхность она возникает как разветвлённое двойное покрытие римановой сферы с точками разветвления в шести вершинах правильного октаэдра, вписанного в сферу, как можно ясно видеть из приведённой формулы.

## Треугольная поверхность

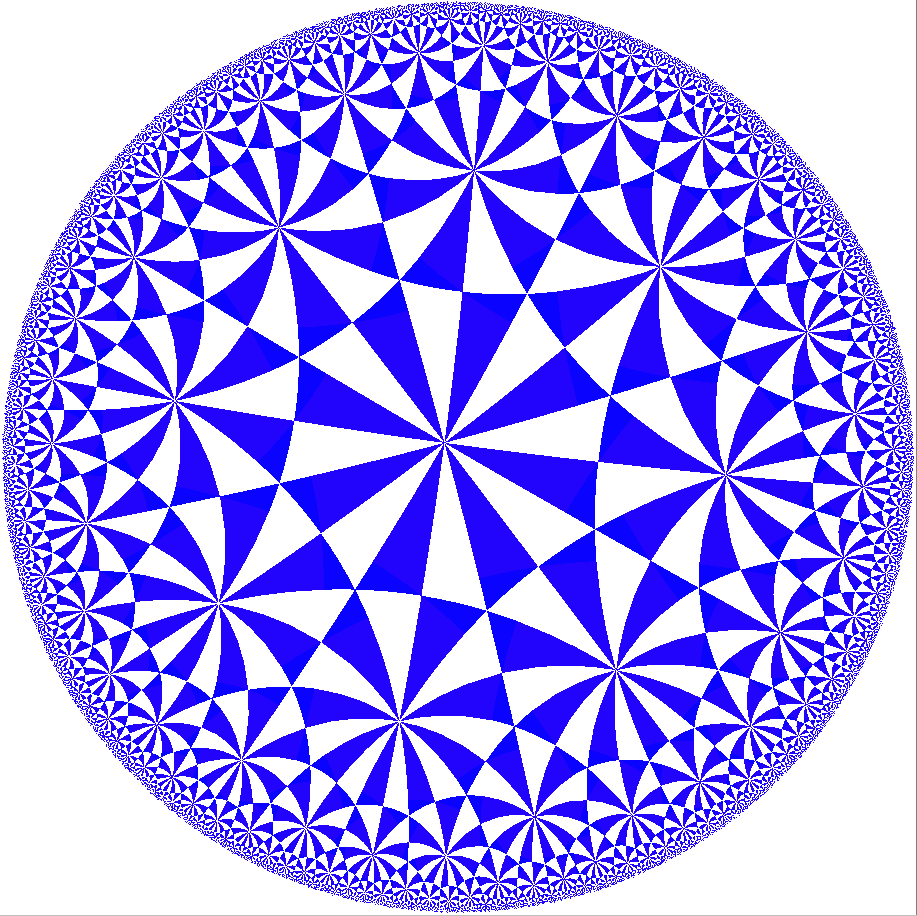
Замощение поверхности Больцы отражениями области является фактором.

Поверхность Больцы является (2,3,8)-треугольной поверхностью (треугольник Шварца): фуксова группа, определяющая поверхность Больцы, является подгруппой группы, образованной отражениями относительно сторон гиперболического треугольника с углами {\displaystyle {\tfrac {\pi }{2}},{\tfrac {\pi }{3}},{\tfrac {\pi }{8}}}. Эта подгруппа является подгруппой с индексом группы отражений, которая состоит из произведения чётного числа отражений, и которая имеет абстрактное представление в терминах генераторов {\displaystyle s_{2},s_{3},s_{8}} и отношений {\displaystyle s_{2}{}^{2}=s_{3}{}^{3}=s_{8}{}^{8}=1}, а также {\displaystyle s_{2}s_{3}=s_{8}}. Фуксова группа {\displaystyle \Gamma }, определяющая поверхность Больцы, является также подгруппой (3,3,4) группы треугольника, которая является подгруппой с индексом 2 группы треугольника (2,3,8). Группа (2,3,8) не имеет реализации в терминах алгебры кватернионов, но группа (3,3,4) — имеет.
Под действием {\displaystyle \Gamma } на диск Пуанкаре фундаментальной областью поверхности Больцы является правильный восьмиугольник с углами {\displaystyle {\tfrac {\pi }{4}}} в точках
{\displaystyle p_{k}=2^{-{\tfrac {1}{4}}}e^{i\left({\tfrac {\pi }{8}}+k{\tfrac {\pi }{4}}\right)}},
где {\displaystyle k=0,\ldots ,7}. Противоположные стороны восьмиугольника отождествляются под действием фуксовой группы. Генераторами служат матрицы:
{\displaystyle g_{k}={\begin{pmatrix}1+{\sqrt {2}}&(2+{\sqrt {2}})\alpha e^{i{\tfrac {k\pi }{4}}}\\(2+{\sqrt {2}})\alpha e^{-i{\tfrac {k\pi }{4}}}&1+{\sqrt {2}}\end{pmatrix}}},
где {\displaystyle \alpha ={\sqrt {{\sqrt {2}}-1}}} и {\displaystyle k=0,\ldots ,3}, вместе с их обратными. Генераторы удовлетворяют соотношению:
{\displaystyle g_{0}g_{1}^{-1}g_{2}g_{3}^{-1}g_{0}^{-1}g_{1}g_{2}^{-1}g_{3}=1.}